# Efraín Orona
Efraín Orona Zavala (ur. 22 lutego 1999 w Chihuahua) – meksykański piłkarz występujący na pozycji środkowego obrońcy, od 2023 roku zawodnik Puebli.